# 7 Card Stud Eight or Better
7 Card Stud Eight or Better, ook wel Seven card stud high-low genoemd, is een pokervariant. Stud-pokerspellen onderscheiden zich van draw-poker doordat er kaarten open op tafel (dus niet aan de speler) worden gedeeld. Verder onderscheiden deze zich van community-pokerspellen zoals Texas Hold 'em en Omaha High doordat de kaarten die op de tafel worden gedeeld niet allemaal voor gemeenschappelijk gebruik zijn. 7 Card Stud Eight or Better onderscheidt zich van "gewoon" 7 Card Stud doordat de spelers niet alleen kunnen winnen door de best mogelijke hand te verzamelen, maar ook door de slechtst mogelijke hand, bestaande uit vijf verschillende kaarten die een waarde van acht of lager hebben. Bij de "low hand" wordt geen rekening gehouden met een straight of flush.

## Spelverloop
Het spelverloop van 7 Card Stud Eight or Better lijkt op dat van 7 Card Stud. Het belangrijkste verschil is dat de spelers niet alleen voor een hoogste hand, maar ook voor een laagste hand kunnen spelen. Het spelverloop ziet er als volgt uit:
Third streetVoordat een 7 card stud high-low spel begint, zetten alle stud-spelers een ante-bedrag in. Dit bedraagt meestal 1⁄5 van de lage bet. Elke speler krijgt twee gesloten en één open (face up) kaart. Deze eerste ronde wordt ook wel third street genoemd. De speler met de laagste open kaart is de bring-in en moet een gedwongen inzet plaatsen van een kleine of grote bet. De hoogte van die bet is afhankelijk van de tafel waaraan men speelt. Bij gelijke open kaarten wordt de beginner bepaald aan de hand van de kleur van de laagste open kaart. Daarbij geldt schoppen als de hoogste kleur, gevolgd door harten, ruiten en klaveren. Vervolgens bepalen de andere spelers (met de klok mee) of ze folden, de bet callen of (re-)raisen.
Fourth streetVervolgens krijgt iedere speler een nieuwe open kaart, de fourth street. De speler met de hoogste open kaarten is vervolgens aan de beurt en begint de inzetronde door de beurt over te slaan of door in te zetten, in veelvoud van de grote bet.
Fifth streetVervolgens krijgt iedere speler een nieuwe open kaart, de fifth street. De speler met de hoogste open kaarten is vervolgens aan de beurt en begint de inzetronde door de beurt over te slaan of door een veelvoud van de grote bet in te zetten.
Sixth streetDan volgt nog een open kaart voor iedere speler, de sixth street. De speler met de hoogste open kaarten is vervolgens weer aan de beurt, en begint de inzetronde door te checken of betten, wederom in veelvoud van de grote bet.
Seventh streetVervolgens ontvangt iedereen zijn zevende en laatste kaart (seventh street). Deze laatste kaart wordt echter gesloten (face down) gedeeld. De speler met de hoogste open kaarten is vervolgens weer aan de beurt.
ShowdownEen laatste inzetronde volgt, volgens hetzelfde systeem als bij de open kaarten. In deze ronde, die ook wel de showdown wordt genoemd, tonen de spelers hun kaarten. De speler die als laatste heeft ingezet of de inzet heeft verhoogd moet dit als eerste doen. Als er niets extra is ingezet in de laatste ronde dan moet de speler met de hoogste open kaarten als eerste zijn of haar kaarten tonen. De daarop volgende spelers mogen, wanneer zij hier de voorkeur aan geven, hun kaarten alsnog folden. De winnaars verdelen de pot, of één speler krijgt de hele pot en een nieuwe ronde begint.

## Winnaars
De spelers met de hoogste (high) en laagste (low) hand winnen allebei de helft van de pot. De hoogste hand wordt bepaald volgens de hiërarchie van combinaties die ook bij alle andere varianten van poker geldt. Om de laagste hand (low) te winnen moet een speler vijf verschillende kaarten onder de 9 hebben. De azen gelden ook als lage kaarten. Als niemand aan de voorwaarde voldoet (en er dus geen laagste hand is) dan wint de hoogste hand de hele pot. De laagst mogelijke hand is: 5, 4, 3, 2, A en wordt wheel genoemd. Het is mogelijk dat één speler zowel de hoogste hand als laagste hand heeft. Hij of zij wint de hele pot (scooping the pot).

## Inzet
De hoogtes van de small bet en big bet zijn afhankelijk van de tafel waaraan men speelt. Ook is er een verschil tussen limit- en no-limit-varianten. Bij de limit-variant moeten de bets gelijk zijn aan de lage bet (eerste twee rondes) of de hoge bet (derde, vierde en vijfde ronde). Ook mag de inzet per ronde maximaal driemaal verhoogd worden. Bij de no-limit-variant zit geen limiet op het bedrag dat ingezet kan worden.